# Frank Ravele
Frank N. Ravele (* 1926; † 1999) war einer von drei Präsidenten des ehemaligen südafrikanischen Homelands Venda.
Vom 18. April 1988 bis zum 5. April 1990 war er Staatsoberhaupt und damit nach Patrick Mphephu der zweite Präsident des Landes. Vorher diente er im Kabinett als Finanzminister. Als es Anfang 1990 zu heftigen Streiks und Unruhen kam, wurde er von General Gabriel Ramushwana, damals Stabschef der Streitkräfte von Venda, in einem unblutigen Putsch gestürzt.
| Personendaten    | Personendaten                                             |
| ---------------- | --------------------------------------------------------- |
| NAME             | Ravele, Frank                                             |
| ALTERNATIVNAMEN  | Ravele, Frank N.                                          |
| KURZBESCHREIBUNG | südafrikanischer Politiker, Präsident des Homelands Venda |
| GEBURTSDATUM     | 1926                                                      |
| STERBEDATUM      | 1999                                                      |